# 伊斯基利普
伊斯基利普（土耳其語：İskilip）是土耳其的城鎮，由喬魯姆省負責管轄，位於該國北部克澤爾河左岸，距離首府喬魯姆56公里，面積1,187平方公里，海拔高度750米，2008年人口20,251。

## 語源學
伊斯基利普以前也稱Iskila，赫梯人稱之為Asklepios（或Aesculapius），古希臘人稱Blocium、Bloacium、İmad、Iskelib、İskelib（在塞爾柱突厥人統治時期沿用）以及Direklibel。

## 外部連結
- Local council's web site
- A local newspaper （页面存档备份，存于）
- A local interest web site（页面存档备份，存于） （土耳其文）